# سواشفان

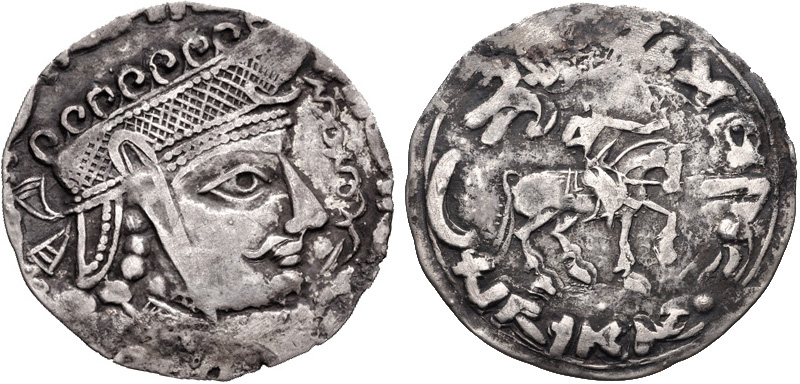
عملة فضية لسواشفان

سواشفان (توفي في القرن الثامن) كان حاكمًا للدولة الأفريغية في خوارزم خلال القرن الثامن. كان ابنًا وخليفة أسكاجاموك الثاني.
وهو أحد الحكام الإفريغيين القلائل الذين تم التعرف على عملاتهم المعدنية. تُظهر العملة المعدنية تمثال نصفي لسواشفان على اليسار، بينما تُظهره على ظهر حصان على اليمين. يُعرف سواشفان في المصادر الصينية باسم شاو شي فين، حيث يُقال إنه طلب المساعدة من أسرة تانغ في عام 751. وخلفه في وقت لاحق حفيده أزكجوار عبد الله.